# Ragazzo selvaggio

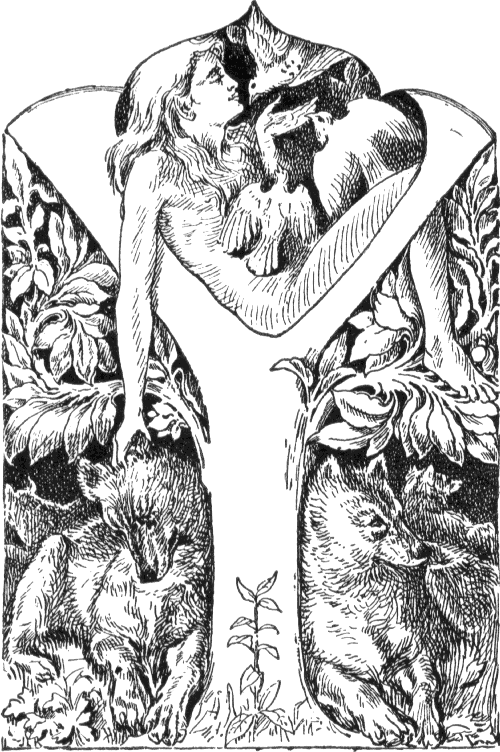
Mowgli (illustrazione di John Lockwood Kipling per Il secondo libro della giungla)

Un ragazzo selvaggio o bambino selvaggio o enfant sauvage è un fanciullo cresciuto nella più tenera età, per un certo tempo, isolato dagli altri esseri umani e perciò differenziato nell'apprendimento comportamentale dai ragazzi normalmente socializzati. Alcuni ragazzi selvaggi possono essere stati adottati da altri mammiferi, come i lupi, i cani o gli orsi e aver vissuto con loro. La maggior parte delle notizie su tali casi, tuttavia, è posta in dubbio dalla scienza.

## Fondo scientifico
Innumerevoli storie e leggende si narrano sui ragazzi selvaggi, ma finora la scienza ha potuto studiare solo pochi casi reali. Dalla metà del XIV secolo sono state narrate almeno 53 vicende (senza contare la documentazione sui ragazzi selvaggi prussiani della seconda guerra mondiale). Le notizie al riguardo sono immancabilmente di seconda mano e non provengono da veri e propri testimoni oculari, e intorno ai pochi fatti autentici si sviluppano fantasiose interpretazioni. I casi raccolti dalle fonti storiche e talvolta contemporanee presuppongono una certa credulità del lettore. Quanto alla loro tipologia, esiste un nesso con la leggenda del changeling diffusa nella superstizione del medioevo cristiano. Si ipotizza comunque trattarsi di interpretazioni di una disabilità con, tra le altre, le seguenti caratteristiche: una forma di ritardo mentale, di afasia, di difficoltà mnemonica, uno sguardo vagante vuoto o irrequieto, una motricità anomala, abitudini alimentari animalesche.
Nel XVIII secolo Linneo ideò la classificazione Homo Ferus per la persona che si comporta come un animale, cammina abitualmente a quattro zampe, non sa parlare ed è coperto di pelo folto. Nato il concetto, mutò anche la considerazione dell'essere umano selvatico. Se il racconto della fondazione di Roma, con l'allevamento di Romolo e Remo da parte di una lupa, poteva ancora rappresentare l'origine mitica di due eroi, e se i più recenti ragazzi selvaggi valevano presagio di sventura (come nella notizia storica di un ragazzo trovato a Southampton nel 1631) o erano oggetto di curiosità nelle corti, ormai l'Illuminismo portava questi casi all'attenzione di un pubblico istruito, in un nascente interesse per le questioni antropologiche e pedagogiche. Che l'uomo potesse trovare la sua collocazione ottimale, assegnatagli dalla natura, solo in seno alla società, e che senza civilizzazione sarebbe stato solo un animale irrazionale e vulnerabile, fu ad esempio l'idea di base espressa dal medico e pedagogista Jean Itard nella sua prima relazione sul caso di Victor dell'Aveyron. Itard continuò a difendere la propria tesi da tutte le obiezioni anche quando i tentativi di integrare completamente Victor nella società umana erano ormai ampiamente sfumati.

## L'Homo Ferus
Nella decima edizione del Systema Naturae (1758), Linneo registrò per la prima volta nella sua classificazione sistematica dell'uomo un gruppo caratterizzato per essere l'individuo «tetrapus, mutus, hirsutus» (quadrupede, muto, irsuto) e distinto in aspetto e comportamento dagli altri esseri umani. Tale gruppo includeva i seguenti casi.
- Juvenis Ursinus Lithuanus (ragazzo orso lituano)[3]
- Juvenis Lupinus Hessensis (ragazzo lupo assiano)[4]
- Juvenis Ovinus Hibernus (ragazzo pecora irlandese)[5]
- Juvenis Hannoverianus (ragazzo hannoveriano)
- Pueri Duo Pyrenaici (due ragazzi pirenaici)
- Johannes Leodicensis (Jean di Liegi)[6]

Nella dodicesima edizione (1766) si aggiunsero tre nuovi casi.
- Juvenis Bovinus Bambergensis (ragazzo vitello bamberghese)[8]
- Puella Transisalana (ragazza dell'Overijssel)[9]
- Puella Campanica (ragazza della Champagne)[10]

## Casi noti
| Nome                            | Anno                                                          | Età al ritrovamento | Luogo                | Sviluppi | Note                                      |
| ------------------------------- | ------------------------------------------------------------- | ------------------- | -------------------- | --- | ----------------------------------------- |
| Ragazzo lupo assiano            | 1344                                                          | 7 anni              | Assia                | | Juvenis Lupinus Hessensis                 |
| Ragazzo lupo della Wetterau     | 1344                                                          | 12 anni             | Wetterau             | | [ 11 ]                                    |
| Ragazzo lupo assiano            | 1544                                                          |                     | Assia                | | Juvenis Lupinus Hessensis                 |
| Ragazzo orso lituano            | 1661                                                          |                     | Lituania             | | Juvenis Ursinus Lithuanus                 |
| Ragazzo pecora irlandese        | descritto nelle Observationes medicae (1652) libro IV di Tulp |                     | Irlanda              | | Juvenis Ovinus Hibernus                   |
| Ragazzo vitello bamberghese     | fine XVI secolo descritto da Camerarius                       |                     | Bamberga             | | Juvenis Bovinus Bambergensis              |
| Ragazzo orso lituano            | 1694                                                          | 10 anni             | Lituania             | | Juvenis Ursinus Lithuanus                 |
| Ragazzo orso lituano            |                                                               | 12 anni             | Lituania             | | Juvenis Ursinus Lithuanus                 |
| Ragazza dell'Overijssel         | 1711                                                          |                     | Overijssel           | | Puella Transisalana                       |
| Ragazza di Kranenburg           | 1717                                                          | 19 anni             | Kranenburg           | | [ 11 ]                                    |
| Due ragazzi pirenaici           | 1719                                                          |                     | Pirenei              | | Pueri Duo Pyrenaici                       |
| Peter di Hannover               | 1724                                                          | 13 anni             | Hameln               | non imparò mai la lingua, non rideva mai e mostrò sempre indifferenza sessuale ed economica totale; era sensibile alla musica, poteva essere istruito a svolgere diversi compiti in cui riuscì; probabilmente non era un vero ragazzo selvaggio ma soffriva della sindrome di Pitt-Hopkins ed era stato abbandonato dai genitori solo poco prima della cattura | Juvenis Hannoverianus                     |
| Marie-Angélique-Memmie le Blanc | 1731                                                          | 19 anni             | Châlons-en-Champagne | imparò a parlare francese e a scrivere | Puella Campanica                          |
| Jean di Liegi                   |                                                               | 21 anni             | Liegi                | | Johannes Leodicensis                      |
| Tomko della Zips                | 1767                                                          |                     | Ungheria             | | [ 11 ]                                    |
| Ragazza orso di Krupina         | 1767                                                          | 10 anni             | Ungheria             | | Puella Karpfensis                         |
| Victor dell'Aveyron             | 1797                                                          | 9 anni              | Aveyron              | imparò a sbrigare semplici lavori domestici e a dimostrare emozioni umane, nonché a scrivere alcune parole | Juvenis Averionensis                      |
| Johannes Seluner                | 1828                                                          | 16 anni             | Toggenburgo          | | fu scoperto presso una caverna sulle Alpi |
| Ragazza scrofa di Salisburgo    |                                                               | 22 anni             | Salisburgo           | | [ 11 ]                                    |
| Ragazzo di Husanpur             | 1843                                                          |                     | Husanpur             | | [ 11 ]                                    |
| Ragazzo di Sultanpur            | 1843                                                          |                     |                      | | [ 11 ]                                    |
| Ragazzo di Sultanpur            | 1848                                                          |                     | Sultanpur            | | [ 11 ]                                    |
| Dina Sanichar                   | 1867                                                          | 6 anni              | Bulandshahr          | ritrovato fra un branco di lupi |                                           |
| Amala e Kamala                  | 1921                                                          | 18 mesi e 9 anni    | Midnapore            | Ritrovate in una grotta coi lupi. Amala morì subito dopo il ritrovamento; Kamala imparò a camminare eretta e a pronunciare alcune parole | [ 15 ]                                    |
| Isabelle                        | 1938                                                          | 6 anni              | Ohio                 | a otto anni e mezzo raggiunse il normale livello di sviluppo di un bambino della stessa età |                                           |
| Anna                            | 1938                                                          | 6 anni              | Pennsylvania         | a nove anni aveva il livello di sviluppo di una dodicenne |                                           |
| Andrej e Vanja                  | 1967                                                          | 7 anni              | Cecoslovacchia       | gemelli; hanno recuperato il ritardo, frequentato una scuola superiore tecnica e svolto attività qualificate; entrambi sono coniugati con figli e appaiono persone normalmente sviluppate | [ 17 ]                                    |
| Genie                           | 1970                                                          | 13 anni             | Los Angeles          | ancora gravemente ritardata |                                           |
| Oksana Malaja                   | 1991                                                          | 8 anni              | Ucraina              | | [ 18 ]                                    |
| Victoria Barr                   | 1997                                                          | 9 anni              | Austin               | non ha mai imparato a parlare ma solo a comunicare nella lingua dei segni | imitava i ratti                           |
| Bambino non identificato        | 1998                                                          | 6 anni              | Russia               | ricopia i cani | allevato dai cani                         |
| Andrej Tolstyk                  | 2004                                                          | 7 anni              | Russia               | | allevato dai cani                         |
| Rochom P'ngieng                 | 2007                                                          | 27 anni             | Cambogia             | | [ 21 ]                                    |
| Nataša Michailova               | 2009                                                          | 5 anni              | Čita                 | | si comportava come un cagnolino           |

## Ragazzi selvaggi della letteratura
Oltre che nel racconto della fondazione di Roma, dove si narra che Romolo e Remo furono allattati da una lupa, il tema del ragazzo selvaggio ricorre nel mito cosmogonico turco di Asena; qui un ragazzo è l'ultimo superstite della sua stirpe ed è a sua volta allevato dai lupi. Anche Wolfdietrich, protagonista di un omonimo poema eroico medio alto tedesco, trascorre tra i lupi parte della sua infanzia. Lo stesso si narra degli eroi slovacchi Valigor e Vyrvidub.
Una ben nota moderna figura letteraria allevata dai lupi è Mowgli del Libro della giungla (1894-1895) di Rudyard Kipling, mentre il Tarzan di Edgar Rice Burroughs (1912) è un personaggio tradizionale popolarissimo che tra gli animali selvatici diviene persona migliore e più valida.